# 2021年溫哥華影評人協會獎
第22屆溫哥華影評人協會獎（The 22nd Vancouver Film Critics Circle Awards）是溫哥華影評人協會以茲獎勵2021年電影的獎項。國際電影類與加拿大電影類將共同舉辦，於2022年2月20日公布入圍名單，於3月7日舉行頒獎典禮。
《犬山記》以五項提名位居國際電影類之冠，《貝爾法斯特》與《暗处的女儿》以3項提名居次，最終由《犬山記》奪得最佳電影，本屆無任何國際電影奪得兩項或以上個獎座。
《夜襲者》以七項提名成為加拿大電影類入圍贏家，《士嘉堡的孩子》與《親愛的小小憂愁》以五項提名居次，最終由《親愛的小小憂愁》奪得最佳電影、最佳編劇、最佳女主角與最佳女配角四項獎座。

## 提名與獲獎名單

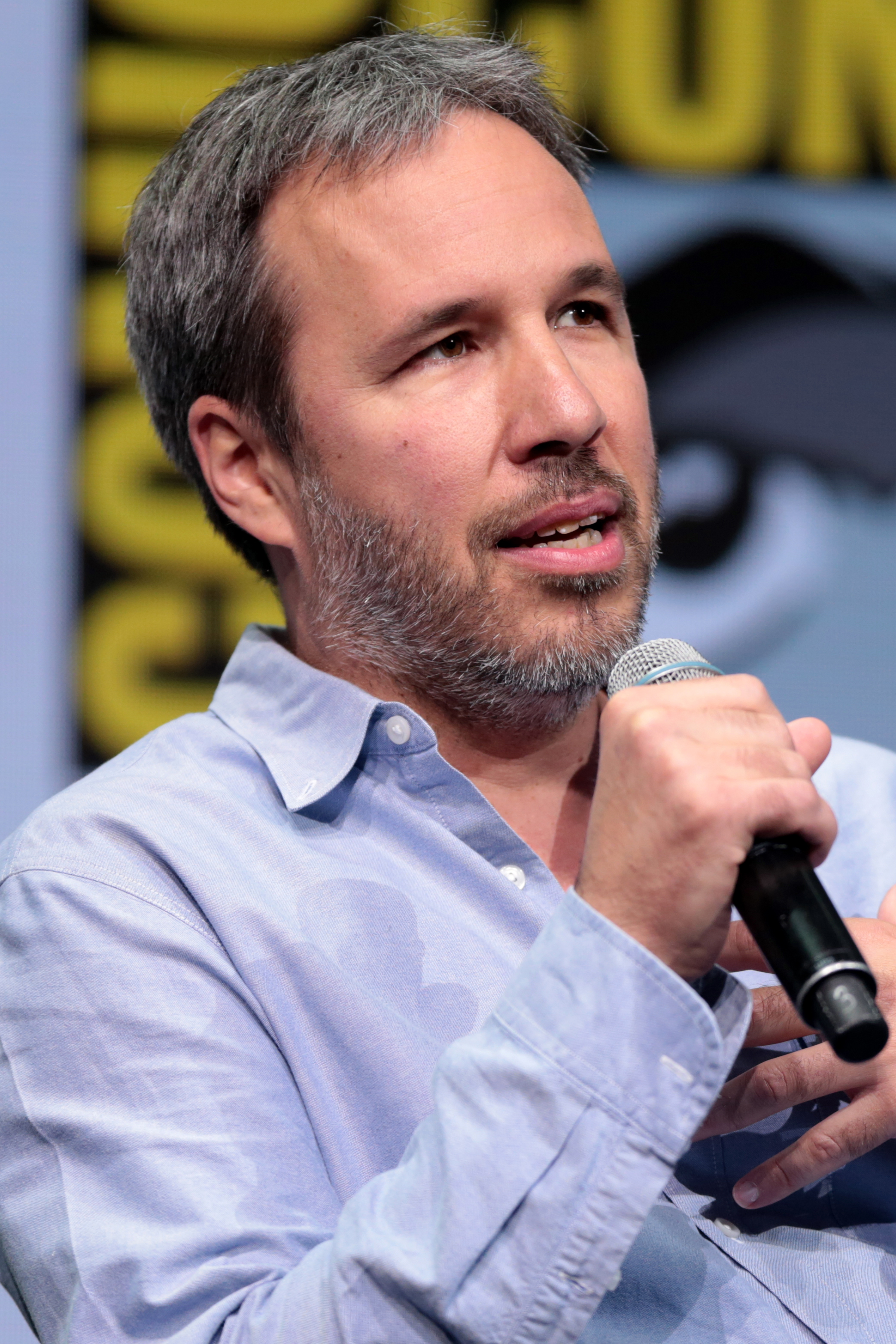
國際電影最佳導演：丹尼斯·维勒弗

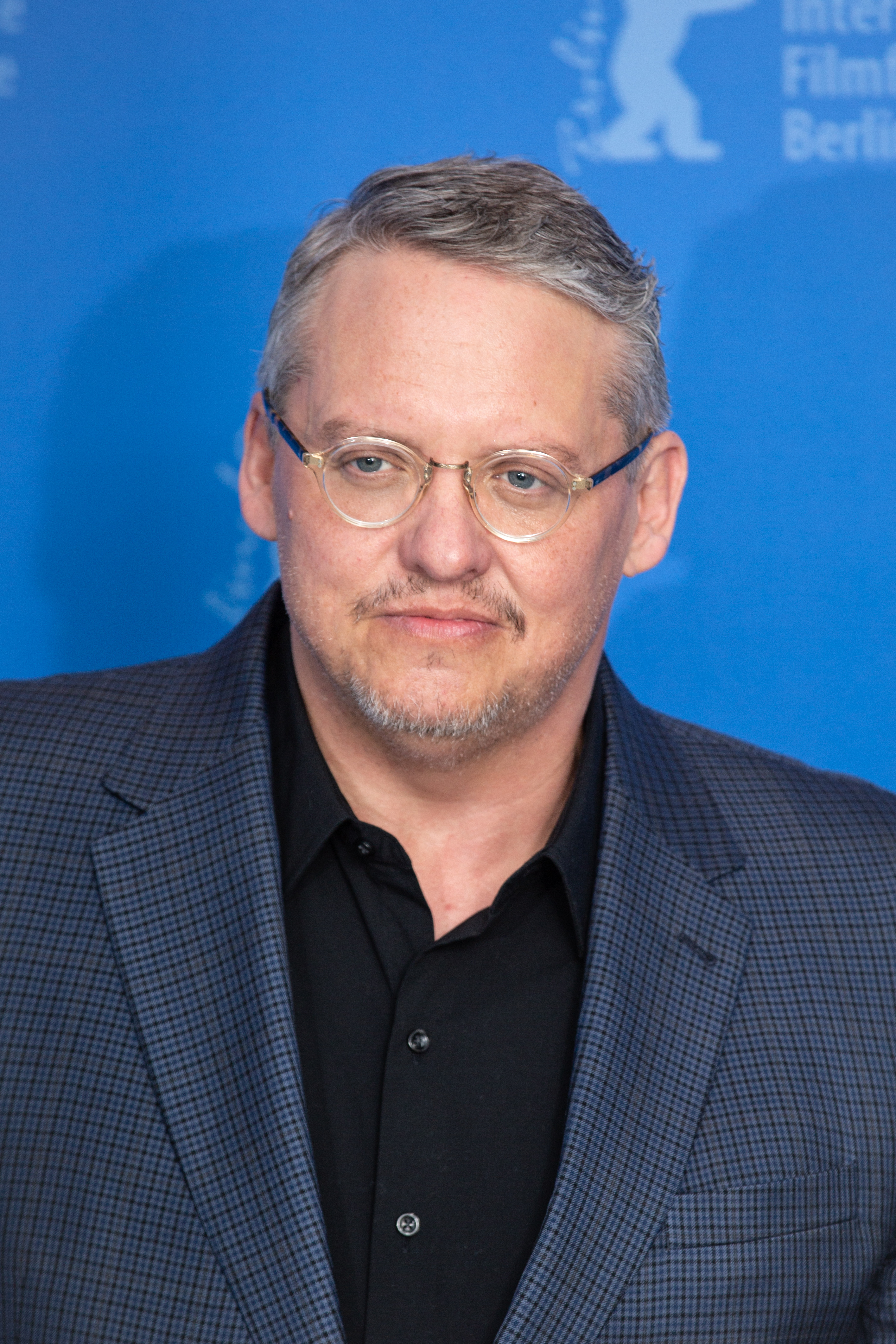
國際電影最佳劇本：亞當·麥凱

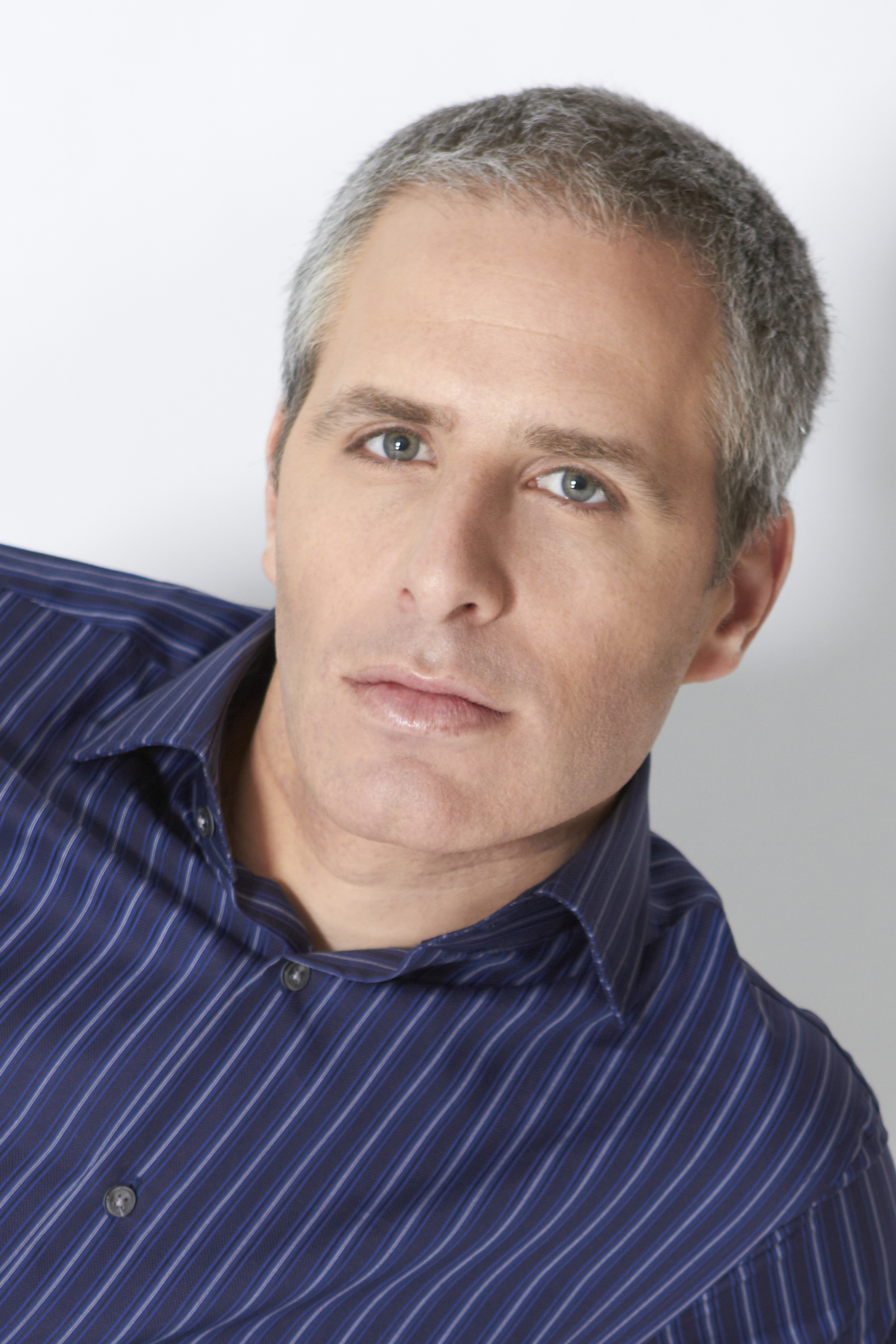
國際電影最佳劇本：大衛·希羅塔

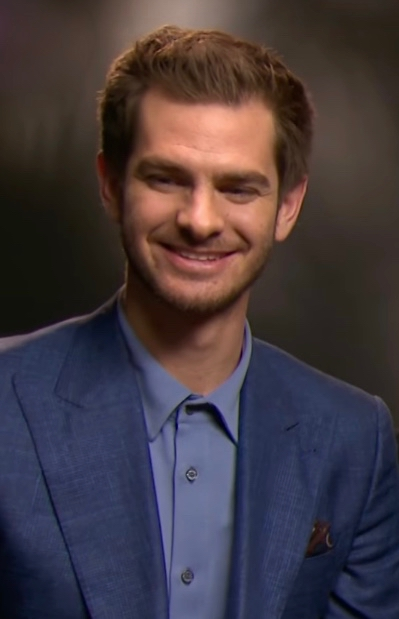
國際電影最佳男主角：安德魯·加菲爾德

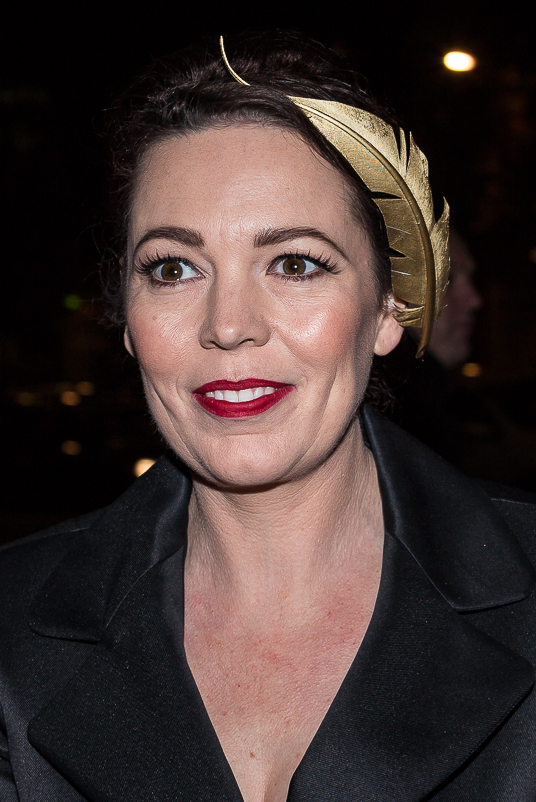
國際電影最佳女主角：奧莉薇雅·柯爾曼

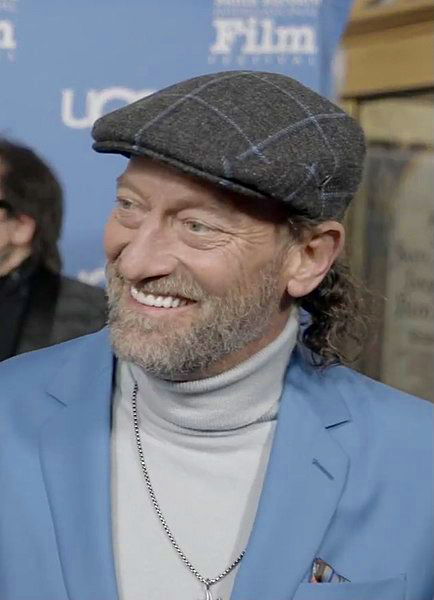
國際電影最佳男配角：特洛伊·科特蘇爾

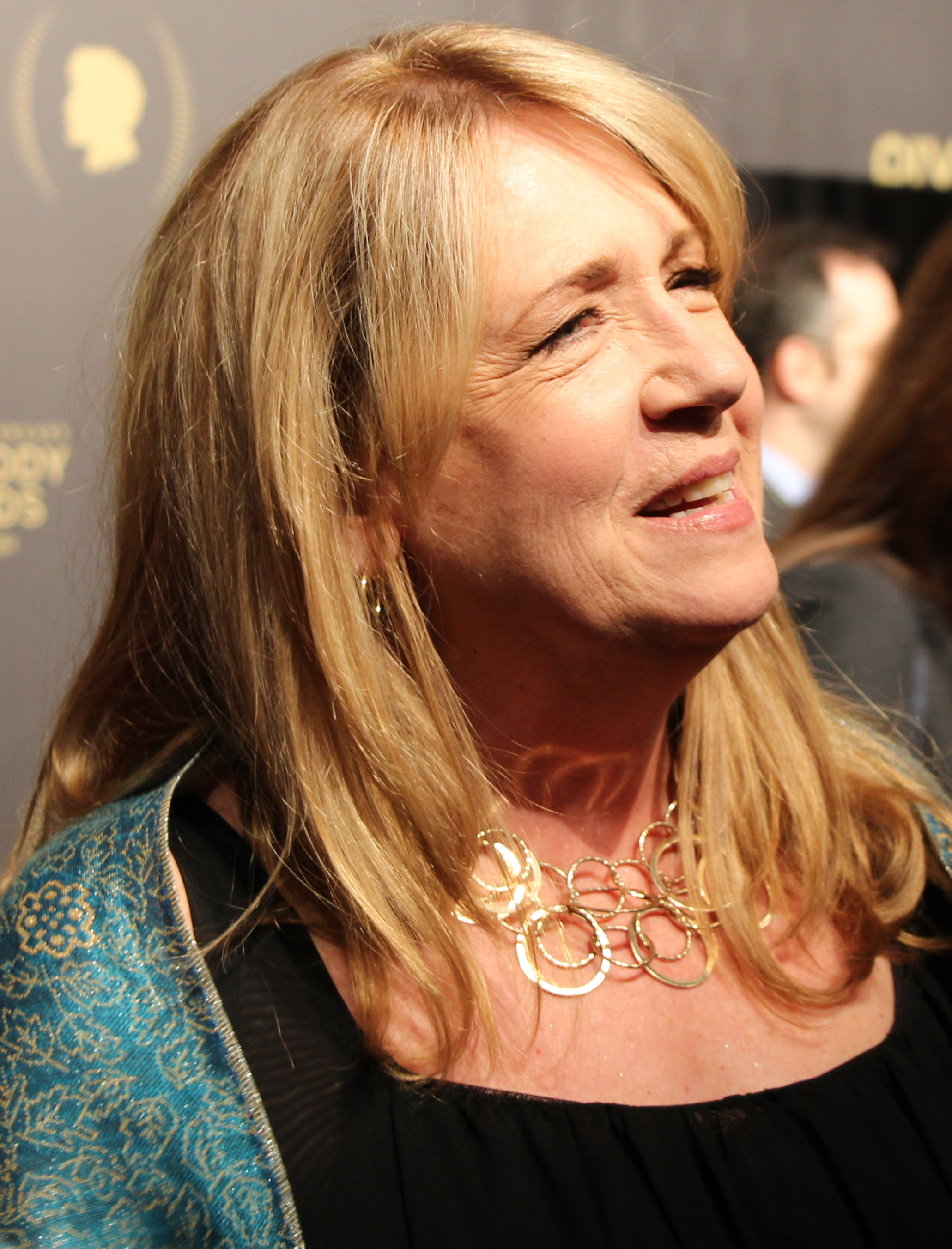
國際電影最佳女配角：安·多德

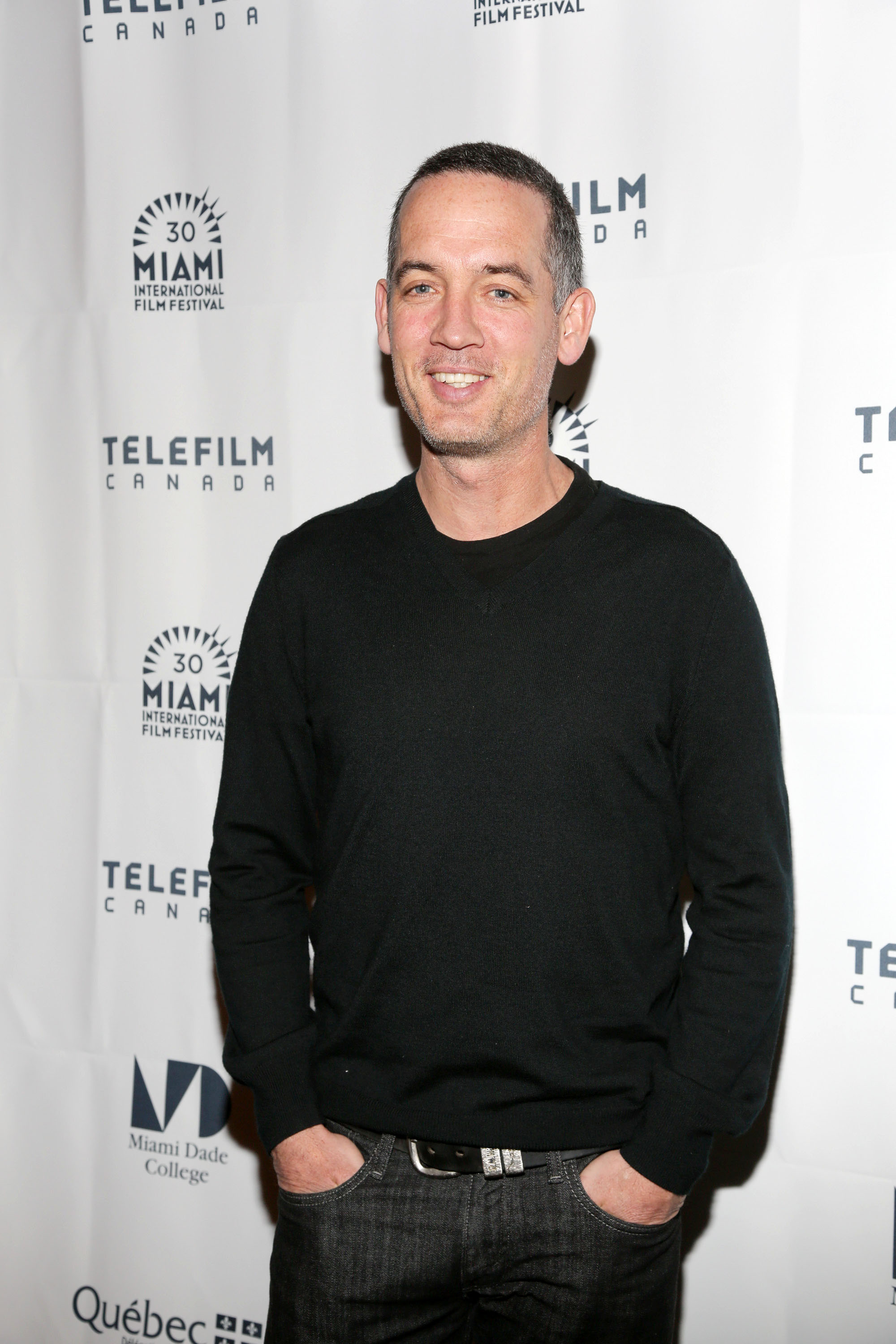
加拿大電影最佳劇本：麥可·米高文

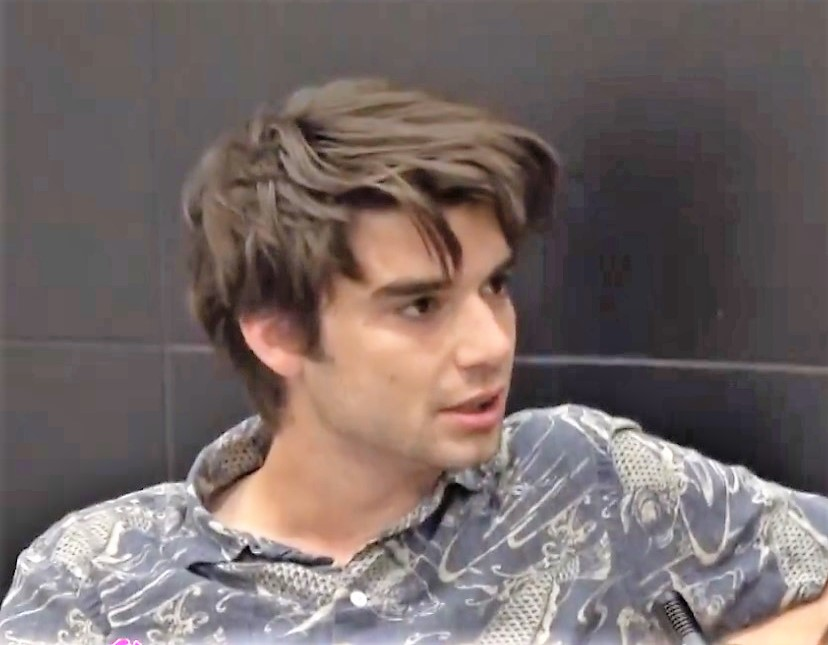
加拿大電影最佳男主角：丹尼爾·多悉尼

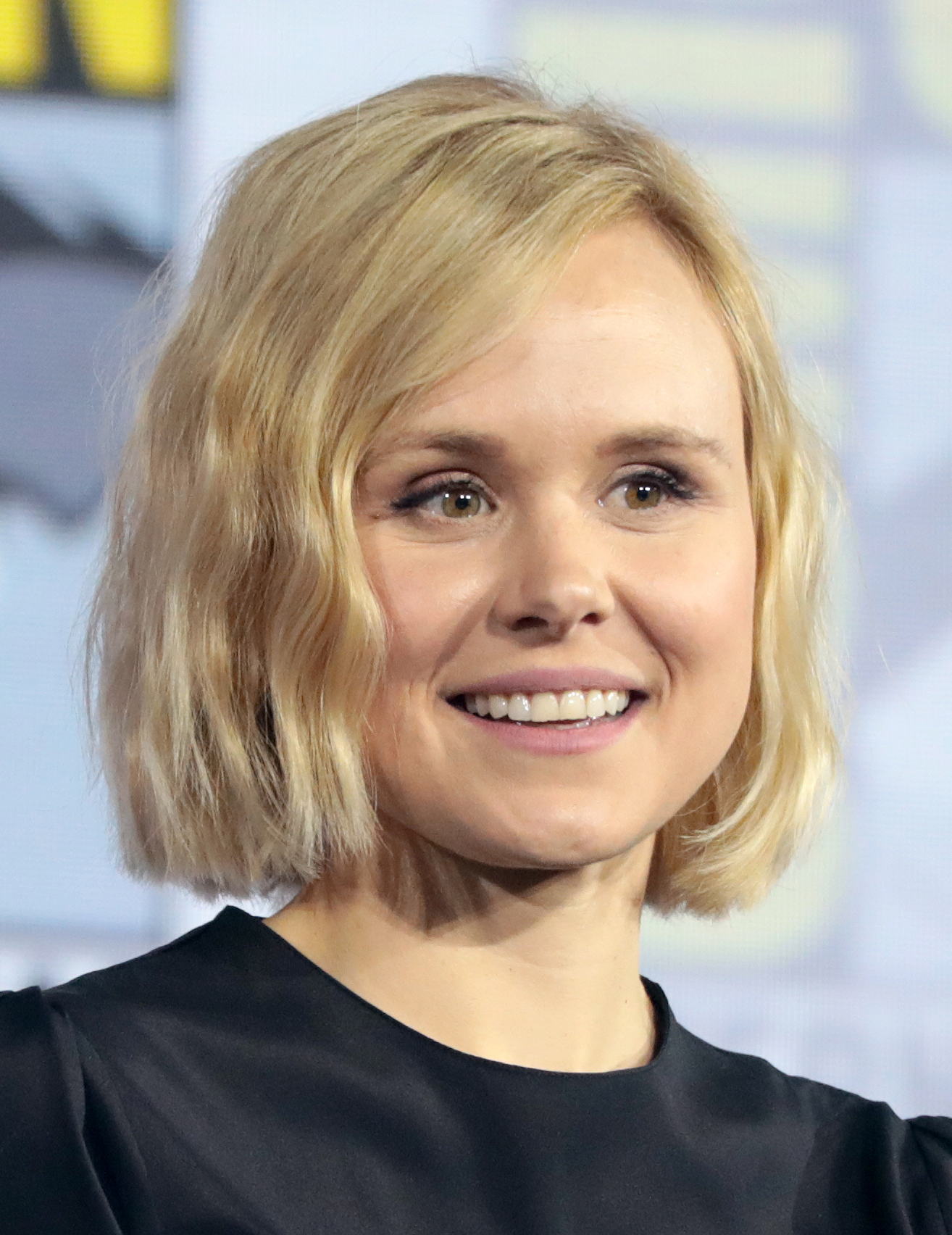
加拿大電影最佳女主角：艾莉森·皮爾

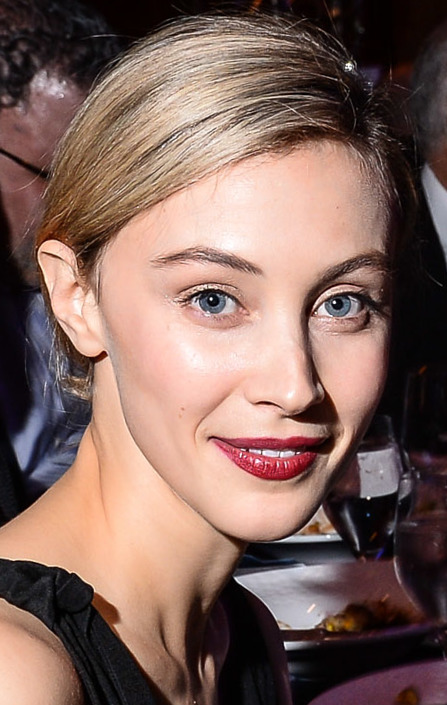
加拿大電影最佳女配角：莎拉·蓋登

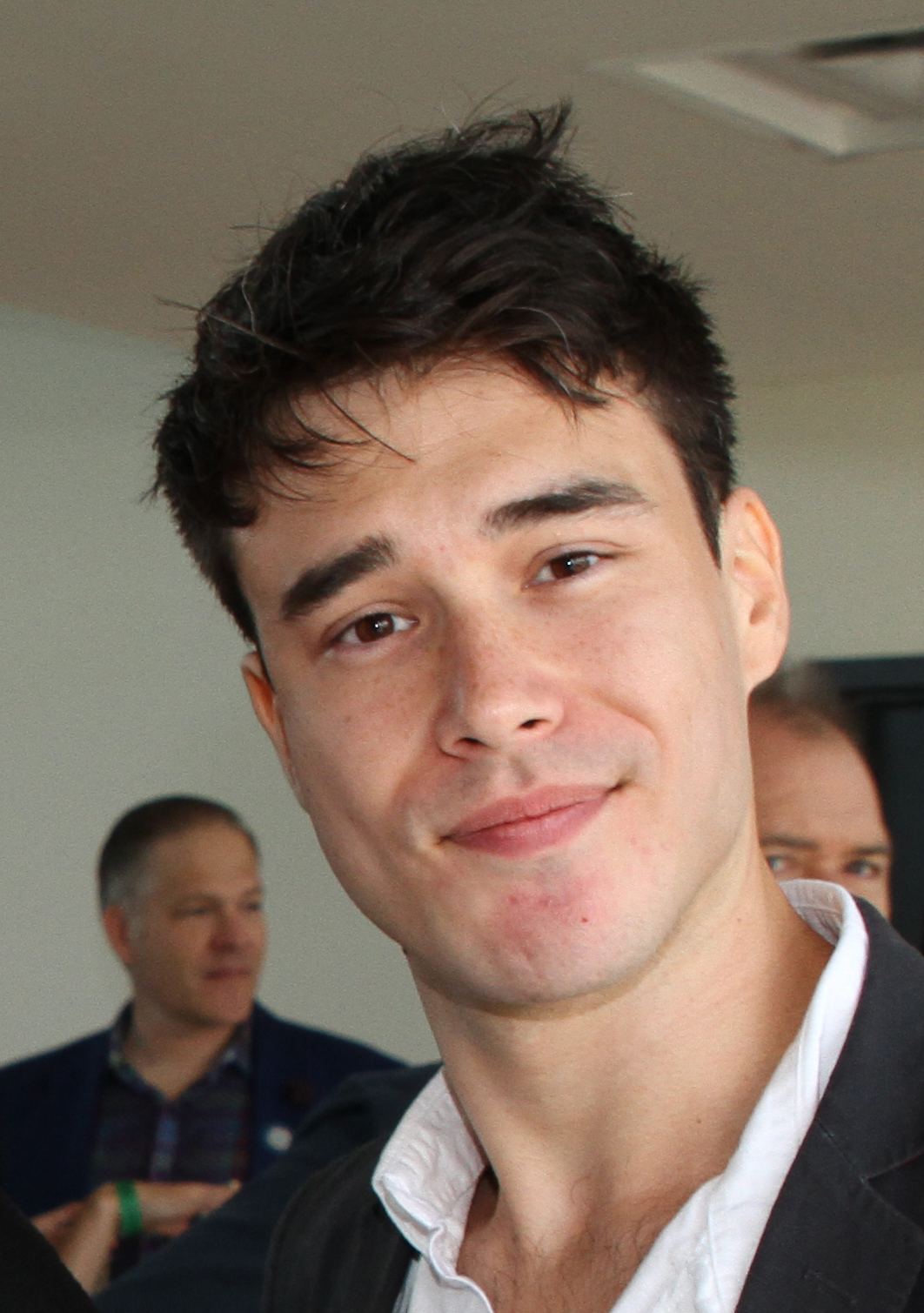
加拿大電影值得關注獎：崔佛·梅克

### 國際電影
- 最佳電影
  - 《犬山記》
    - 《貝爾法斯特》
    - 《健听女孩》

- 最佳導演
  - 《沙丘》丹尼斯·维勒弗
    - 《貝爾法斯特》簡尼夫·班納
    - 《犬山記》珍·康萍

- 最佳劇本
  - 《千萬別抬頭》亞當·麥凱、大衛·希羅塔（英语：David Sirota）
    - 《貝爾法斯特》簡尼夫·班納
    - 《暗处的女儿》瑪姬·吉倫荷

- 最佳男主角
  - 《倒數時刻》安德魯·加菲爾德
    - 《馬克白》丹泽尔·华盛顿
    - 《玉面情魔》布萊德利·庫柏

- 最佳女主角
  - 《暗处的女儿》奧莉薇雅·柯爾曼
    - 《神聖電視台》杰西卡·查斯坦
    - 《世界上最糟糕的人》蕾娜特·萊茵斯薇（英语：Renate Reinsve）

- 最佳男配角
  - 《健听女孩》特洛伊·科特蘇爾
    - 《甘草比萨》布萊德利·庫柏
    - 《犬山記》傑西·普萊蒙
    - 《犬山記》寇帝·史密-麥菲

- 最佳女配角
  - 《午後彌撒（英语：Mass (2021 film)）》安·多德
    - 《暗处的女儿》傑西·伯克利
    - 《犬山記》克斯汀·鄧斯特

- 最佳紀錄片（英语：Vancouver Film Critics Circle Award for Best Documentary）
  - 《漂浪人生》
    - 《火花兄弟（英语：The Sparks Brothers）》
    - 《靈魂樂之夏》

- 最佳外語片
  - 《世界上最糟糕的人》
    - 《漂浪人生》
    - 《正義老司機（英语：Riders of Justice）》

### 加拿大電影
- 最佳電影（英语：Vancouver Film Critics Circle Award for Best Canadian Film）
  - 《親愛的小小憂愁（英语：All My Puny Sorrows (film)）》
    - 《夜襲者（英语：Night Raiders (2021 film)）》
    - 《士嘉堡的孩子（英语：Scarborough (2021 film)）》

- 最佳導演（英语：Vancouver Film Critics Circle Award for Best Director of a Canadian Film）
  - 《夜襲者（英语：Night Raiders (2021 film)）》丹妮絲·古雷（英语：Danis Goulet）
    - 《親愛的小小憂愁（英语：All My Puny Sorrows (film)）》麥可·米高文（英语：Michael McGowan (director)）
    - 《士嘉堡的孩子（英语：Scarborough (2021 film)）》莎莎·納凱（英语：Shasha Nakhai）、瑞奇·威廉森（英语：Rich Williamson (filmmaker)）

- 最佳劇本（英语：Vancouver Film Critics Circle Award for Best Screenplay for a Canadian Film）
  - 《親愛的小小憂愁（英语：All My Puny Sorrows (film)）》麥可·米高文（英语：Michael McGowan (director)）
    - 《白色堡壘（英语：The White Fortress）》伊果·德利亞恰（英语：Igor Drljaca）
    - 《夜襲者（英语：Night Raiders (2021 film)）》丹妮絲·古雷（英语：Danis Goulet）
    - 《士嘉堡的孩子（英语：Scarborough (2021 film)）》凱瑟琳·赫南德茲（英语：Catherine Hernandez）

- 最佳男主角
  - 《青春很水（英语：Drinkwater (film)）》丹尼爾·多悉尼（英语：Daniel Doheny）
    - 《白色堡壘（英语：The White Fortress）》帕夫勒·薛梅里奇（英语：Pavle Čemerikić）
    - 《醉鳥（英语：Drunken Birds）》荷黑·安東尼奧·葛雷洛（英语：Jorge Antonio Guerrero）

- 最佳女主角（英语：Vancouver Film Critics Circle Award for Best Actress in a Canadian Film）
  - 《親愛的小小憂愁（英语：All My Puny Sorrows (film)）》艾莉森·皮爾
    - 《靜像傷情》（Be Still）皮爾西·道爾頓（Piercey Dalton）
    - 《夜襲者（英语：Night Raiders (2021 film)）》艾兒-麥嘉·泰兒菲瑟斯（英语：Elle-Máijá Tailfeathers）

- 最佳男配角（英语：Vancouver Film Critics Circle Award for Best Supporting Actor in a Canadian Film）
  - 《野性尋親之路（英语：Wildhood）》約書亞·奧吉克（英语：Joshua Odjick）
    - 《青春很水（英语：Drinkwater (film)）》艾瑞克·麥柯馬克
    - 《夜襲者（英语：Night Raiders (2021 film)）》艾力克斯·塔倫特（英语：Alex Tarrant）

- 最佳女配角（英语：Vancouver Film Critics Circle Award for Best Supporting Actress in a Canadian Film）
  - 《親愛的小小憂愁（英语：All My Puny Sorrows (film)）》莎拉·蓋登
    - 《士嘉堡的孩子（英语：Scarborough (2021 film)）》雀莉希·薇歐蕾·布拉德（英语：Cherish Violet Blood）
    - 《夜襲者（英语：Night Raiders (2021 film)）》布魯克琳·雷特西爾-哈特（Brooklyn Letexier-Hart）
    - 《夜襲者》阿曼达·普卢默
    - 《士嘉堡的孩子》艾莉·波薩達斯（Ellie Posadas）

- 最佳加拿大紀錄片（英语：Vancouver Film Critics Circle Award for Best Canadian Documentary）
  - 《毒癮者：共感意義（英语：Kimmapiiyipitssini: The Meaning of Empathy）》
    - 《觀光的殘局》（The Last Tourist）
    - 《六人－泰坦尼克上的中国幸存者》

- 最佳卑詩電影（英语：Vancouver Film Critics Circle Award for Best British Columbia Film）
  - 《火焰肖像（英语：Portraits from a Fire）》
    - 《靜像傷情》（Be Still）
    - 《喜歡酷兒的我（英语：Someone Like Me (film)）》

- 值得關注
  - 《火焰肖像（英语：Portraits from a Fire）》崔佛·梅克（英语：Trevor Mack）
    - 《白色堡壘（英语：The White Fortress）》帕夫勒·薛梅里奇（英语：Pavle Čemerikić）
    - 《靜像傷情》（Be Still）伊莉莎白·拉澤布尼克（Elizabeth Lazebnik）

## 外部連結
- 官方网站